# Olalla Vázquez
Olalla Vázquez Vázquez, nacida en Chantada el 3 de septiembre de 1981, es una científica y catedrática española.
Su doctorado es en química orgánica en un proyecto de biología química.

## Biografía
Aunque nacida en Chantada, la tierra de sus padres, con 4 años ya se fue a Pontevedra y estudió secundaria en el IES Valle-Inclán. Se licenció en Químicas por la Universidad de Santiago de Compostela en 2004. En 2005 recibió una beca de doctorado FPU del Ministerio de Educación y Ciencia de España. Para su doctorado trabajó en miméticos sintéticos de proteínas, factores de transcripción y sondas fluorescentes para el reconocimiento de ADN dirigido por José Luis Mascareñas y Eugenio Vázquez. Realizó dos estancias como estudiante visitante en la Universidad de Harvard, con el profesor (2006 ) y en la Humboldt Universität zu Berlín, con el profesor Oliver Seitz (2008). En 2010 defendió su tesis doctoral, obteniendo summa cum laude.
Obtuvo la beca de investigación postdoctoral Marie Curie y regresó al laboratorio del profesor Oliver Seitz, trabajando en las posibilidades de utilizar reacciones plantilla basadas en ARN mensajero para sintetizar péptidos citotóxicos en el contexto de la terapia contra el cáncer. En 2014 obtuvo una posición de “W1 Juniorprofessor (tenure track)" en Philipps Universität Marburg, para establecer el nuevo Departamento de Química y Biología en colaboración con el profesor Eric Meggers. En 2020 su evaluación fue positiva, recibiendo una oferta de Profesora Titular (W 2 Professor) en la misma universidad. Luego dirigió su laboratorio donde trabaja en el desarrollo de herramientas optoquímicas para controlar y comprender procesos biológicos a nivel molecular”. En 2022 recibió una cátedra titular de Química Orgánica para la Investigación de Proteínas en la Universidad de París Lodron en Salzburgo, rechazando una cátedra en la Philipps-Universität Marburg (Alemania). Desde 2023, Olalla es oficialmente Catedrática de Biología Química (W3).
A lo largo de su carrera profesional ha publicado artículos en revistas especializadas de alto impacto.

## Publicaciones (selección)
- Zhang, L.; Xiulan, X.; Djokovic, N.; Nikolic, K.; Kosenkov, D.; Abendroth, F.*; ; Vázquez. O.*
- Reversible Control of RNA Splicing by Photoswitchable Small Molecules; J. Am. Chem. Soc. 2023, 145, 12783  – 12792
- Albert, L.; Nagpal, J.; Steinchen, W.; Zhang, L.; Werel, L.; Djokovic N.; Ruzic, D.; Hoffarth, M.; Xu, J.; Kaspareit, J.; Abendroth, F.; Royant, A.; Bange, G.; Nikolic, K.; Ryu, S.; Dou, Y.; Essen, L.-O.; Vázquez, O.* Bistable photoswitch allows in vivo control of hematopoiesis; ACS Cent. Sci. 2022, 8, 57 – 66.
- Linden, G.; Zhang, L.; Pieck, F.; Linne, U.; Kosenkov, D.; Tonner, R.; Vázquez, O.* Conditional singlet oxygen generation via DNA-targeted tetrazine bioorthogonal reaction; Angew. Chem. Int. Ed. Engl., 2019, 58, 12868 – 12873
- Schulte, L. N.; Heinrich, B.; Janga, H.; Schmeck, B. T; Vázquez, O*. A far-red fluorescent DNA binder enables interaction studies of live multidrug-resistant pathogens and host cells; Angew. Chem. Int. Ed. Engl., 2018, 57, 11564 – 11568
- Albert, L.; Xu, J.; Wan, R.; Srinivasan, V.; Dou, Y. Vázquez, O.* Controlled inhibition of methyltransferases using photoswitchable peptide-mimetics: towards an epigenetic regulation of leukemia; Chem. Sci., 2017, 8, 4612 – 4618.

## Servicios a la comunidad
Compromiso con el fomento de la equidad, la diversidad y la inclusión en la ciencia y apasionada por llevar la investigación a la clase junto con la también profesora Carla Fröhlich (American Cottrell Scholar) asegurando el liderazgo en le Building Bridges Workshop para apoyar a los jóvenes miembros del profesorado en Alemania.
Es una firme defensora de la Biología Química y, en consecuencia, es miembro de los Comités Directivos de CheBio:
- EFMC Chemical Biology Initiative[13]
- DECHEMA GDCh Chemical Biology[14]
- EuChemS Chemistry in Life Science[15]

## Premios
- 2009: VII Premio Lilly.[16]
- 2011: Premio de investigación de la Diputación Provincial de Pontevedra.[17]
- 2012: Joven Químico Europeo, medalla de plata.[18]
- 2016: Fulbright-Cottrell.[19]
- 2017: Premio Joven Investigador SPP1926.[20]
- 2018: Premio de Biotecnología y Nanotecnología de la ciudad de Marburgo, compartido con el profesor Leon Schulte.[21]
- 2020: Premio al Mejor Joven Investigador Europeo en Química Biológica.[22]
- 2020: Premio al Nuevo Investigador Líder de Grupo de la Real Sociedad Española de Química.[23]
- 2021: Premio Ars Lengindi Fakultäten.
- 2022: EFMC Prize for a Young Chemical Biologist in Academia.